# Wypnicha (gromada)
Wypnicha – dawna gromada, czyli najmniejsza jednostka podziału terytorialnego Polskiej Rzeczypospolitej Ludowej w latach 1954–1972.
Gromady, z gromadzkimi radami narodowymi (GRN) jako organami władzy najniższego stopnia na wsi, funkcjonowały od reformy reorganizującej administrację wiejską przeprowadzonej jesienią 1954 do momentu ich zniesienia z dniem 1 stycznia 1973, tym samym wypierając organizację gminną w latach 1954–1972.
Gromadę Wypnicha z siedzibą GRN w Wypnisze utworzono – jako jedną z 8759 gromad na obszarze Polski – w powiecie lubartowskim w woj. lubelskim na mocy uchwały nr 11 WRN w Lublinie z dnia 5 października 1954. W skład jednostki weszły obszary dotychczasowych gromad Wypnicha, Gołąb kol., Michałówka i Stanisławów Duży ze zniesionej gminy Rudno w tymże powiecie. Dla gromady ustalono 10 członków gromadzkiej rady narodowej.
1 stycznia 1960 gromadę zniesiono, włączając jej obszar do gromad Samoklęski (wieś Stanisławów Duży, kolonię Justynów, wieś Michałówka i kolonię Stanisławów Mały) i Rudno (wieś Wypnicha i kolonię Gołąb) w tymże powiecie.